# Manfred Manglitz
Manfred Manglitz (ur. 8 marca 1940 w Kolonii) – niemiecki piłkarz, reprezentant kraju.

## Kariera piłkarska
Manglitz przygodę z futbolem rozpoczął w zespole SC West Köln, z którego w 1961 przeszedł do Bayeru Leverkusen. W ekipie Bayeru 26 razy zagrał w spotkaniach rozgrywanych w ramach Oberliga West. 
Od sezonu 1963/64 występował w MSV Duisburg. Podczas 6 lat gry w MSV rozegrał 192 spotkania na poziomie Bundesligi, w których raz pokonał bramkarza rywali. Największym osiągnięciem zespołu było dotarcie do finału Pucharu Niemiec w sezonie 1965/66. W 1969 przeszedł do klubu z rodzinnego miasta, 1. FC Köln. Wraz z zespołem dwukrotnie docierał do finału Pucharu Niemiec w sezonach 1969/70 i 1970/71. Po sezonie 1970/71 zakończył karierę piłkarską.
Na boisko powrócił w 1973, grając kolejno w SC Blau-Weiß 06 Köln, 1. FC Mülheim oraz ponownie SC Blau-Weiß 06 Köln. Karierę zakończył w 1980 w swoim pierwszym klubie,  SC West Köln. 
| Sezon   | Klub                 | Kraj | Rozgrywki        | Mecze | Bramki |
| ------- | -------------------- | ---- | ---------------- | ----- | ------ |
| 1961/62 | Bayer 04 Leverkusen  | RFN  | 2. Oberliga West |       |        |
| 1962/63 | Bayer 04 Leverkusen  | RFN  | Oberliga West    | 26    | 0      |
| 1963/64 | MSV Duisburg         | RFN  | Bundesliga       | 30    | 0      |
| 1964/65 | MSV Duisburg         | RFN  | Bundesliga       | 28    | 0      |
| 1965/66 | MSV Duisburg         | RFN  | Bundesliga       | 34    | 0      |
| 1966/67 | MSV Duisburg         | RFN  | Bundesliga       | 34    | 1      |
| 1967/68 | MSV Duisburg         | RFN  | Bundesliga       | 33    | 0      |
| 1968/69 | MSV Duisburg         | RFN  | Bundesliga       | 33    | 0      |
| 1969/70 | 1. FC Köln           | RFN  | Bundesliga       | 34    | 0      |
| 1970/71 | 1. FC Köln           | RFN  | Bundesliga       | 31    | 0      |
| 1973/74 | SC Blau-Weiß 06 Köln | RFN  |                  |       |        |
| 1974/75 | SC Blau-Weiß 06 Köln | RFN  |                  |       |        |
| 1975/76 | 1. FC Mülheim        | RFN  | 2. Bundesliga    | 5     | 0      |
| 1976/77 | SC Blau-Weiß 06 Köln | RFN  |                  |       |        |
| 1977/78 | SC Blau-Weiß 06 Köln | RFN  |                  |       |        |
| 1978/79 | SC West Köln         | RFN  |                  |       |        |
| 1979/80 | SC West Köln         | RFN  |                  |       |        |

## Kariera reprezentacyjna
Manglitz w reprezentacji RFN zadebiutował 13 marca 1965 w spotkaniu przeciwko reprezentacji Włoch, zremisowanym 1:1. 
W 1970 został powołany na Mistrzostwa Świata. Podczas turnieju rozgrywanego w Meksyku pełnił rolę zawodnika rezerwowego. Nie wystąpił w żadnym ze spotkań, ale otrzymał brązowy medal, który reprezentacja RFN zdobyła za zajęcie 3. miejsca w mistrzostwach. Ostatni mecz w drużynie narodowej rozegrał jeszcze przed mistrzostwami, 13 maja 1970. Przeciwnikiem RFN była Jugosławia, a spotkanie zakończyło się zwycięstwem reprezentacji Manglitza 1:0. Łącznie w latach 1965–1970 zagrał w 4 spotkaniach w drużynie narodowej RFN.
| Mecze i gole w reprezentacji | Mecze i gole w reprezentacji | Mecze i gole w reprezentacji | Mecze i gole w reprezentacji | Mecze i gole w reprezentacji | Mecze i gole w reprezentacji | Mecze i gole w reprezentacji |
| #                            | Data                         | Miasto                       | Przeciwnik                   | Gol                          | Wynik                        | Rozgrywki                    |
| ---------------------------- | ---------------------------- | ---------------------------- | ---------------------------- | ---------------------------- | ---------------------------- | ---------------------------- |
| 1.                           | 13.03.1965                   | Hamburg                      | Włochy                       |                              | 1:1                          | towarzyski                   |
| 2.                           | 24.04.1965                   | Karlsruhe                    | Cypr                         |                              | 5:0                          | El. MŚ 1966                  |
| 3.                           | 11.02.1970                   | Sevilla                      | Hiszpania                    |                              | 0:2                          | towarzyski                   |
| 4.                           | 13.05.1970                   | Hanower                      | Jugosławia                   |                              | 1:0                          | towarzyski                   |

## Sukcesy
Niemcy
- Mistrzostwa Świata: 3. miejsce (1970)

MSV Duisburg
- Finał Pucharu Niemiec (1): 1965/66

1. FC Köln
- Finał Pucharu Niemiec (2): 1969/70, 1970/71